# تيدي باول
تيدي باول (بالإنجليزية: Teddy Powell) هو عازف قيثارة جاز وملحن أمريكي، ولد في 1 مارس 1905 في أوكلاند في الولايات المتحدة، وتوفي في 17 نوفمبر 1993 في نيويورك في الولايات المتحدة.

## وصلات خارجية
- تيدي باول على موقع IMDb (الإنجليزية)
- تيدي باول على موقع ميوزك برينز (الإنجليزية)
- تيدي باول على موقع أول ميوزيك (الإنجليزية)
- تيدي باول على موقع ديسكوغز (الإنجليزية)
- تيدي باول على موقع ديسكوغز (الإنجليزية)
- تيدي باول على موقع كينوبويسك (الروسية)